# Neoloberolus
Neoloberolus é um género de coleópteros da família Erotylidae.